# توماس جاي فلك
توماس جاي فلك (بالإنجليزية: Thomas J. Falk)‏ هو رائد أعمال وتاجر أمريكي، ولد في 1959.

## وصلات خارجية
- توماس جاي فلك على موقع إن إن دي بي (الإنجليزية)